# Aclonophlebia
Aclonophlebia là một chi bướm đêm thuộc họ Erebidae.